# The British Royal School
British Royal School es un colegio privado laico chileno, autorizado mediante la resolución exenta n.º 1649 del 30 de junio de 1987. Imparte enseñanza en todos los niveles del sistema educativo nacional, desde educación parvularia hasta educación media (de 3 a 18 años), incluyendo los niveles de educación infantil, básica, media y bachillerato.
El establecimiento es reconocido en la zona oriente de Santiago de Chile por su infraestructura y entorno natural, ubicado en un sector precordillerano de la comuna de La Reina.
Destaca por haber desarrollado un proyecto educativo propio, adaptando y creando su propio currículo. Sus planes y programas se basan en los decretos ministeriales pertinentes, legalizados por el Ministerio de Educación.

## Historia
El colegio fue fundado en 1986 por la doctora en educación Sylvia Riquelme Acuña, la licenciada en educación Jean Lamond Coldrey y Sylvia Acuña Moya, especialista en el área de finanzas.
En sus inicios, el colegio funcionó en la comuna de Las Condes, con una matrícula inicial de 35 estudiantes. Al año siguiente, debido al aumento en la demanda, se trasladó a la comuna de La Reina, en la avenida Príncipe de Gales. En 1990, se instaló de manera definitiva en avenida Las Perdices, en la misma comuna, alcanzando una matrícula de 1350 alumnos.

## Emblemas institucionales

### Insignia
La insignia del colegio representa distintos valores institucionales. La balanza y el apretón de manos simbolizan la igualdad y el buen trato. Las hojas y bellotas en los laterales del escudo aluden a la naturaleza, en referencia al olmo centenario presente en el campus. Finalmente, el escudo refleja las áreas prioritarias de formación: aprendizaje, artes y deportes.

## Plan de estudios
El establecimiento ofrece un plan de estudios de carácter científico-humanista. Imparte educación general básica desde el nivel N.B.6 (7.º y 8.º años) y educación media científico-humanista desde 1.º a 4.º medio.

## Visión y misión
La visión institucional consiste en «propender a la formación de un sujeto íntegro, dotado de herramientas intelectuales, sociales y valóricas que le permitan insertarse adecuadamente en entornos cambiantes, de manera activa y participativa». Aspira a ser reconocido como un colegio que forma personas que recuerdan su paso por la institución con alegría y orgullo, valorando la educación recibida como un pilar fundamental de sus logros y relaciones personales.
La misión del colegio es:

Una tarea educativa que se desarrolla en un espacio social y pedagógico articulado para alcanzar estándares de desempeño en las distintas áreas del desarrollo del alumno; lo que implica obtener aprendizajes de calidad, una formación valórica sólida (con énfasis en lo social), uso del idioma inglés y fomento de una vida sana a través del deporte. Esto se logra mediante metodologías y didácticas efectivas, en espacios de buena convivencia y clima escolar adecuados. Nuestra unidad educativa no solamente se hace cargo de difundir la cultura, sino que prepara a los estudiantes para insertarse en una sociedad de creciente desarrollo global, con conciencia y preocupación por la preservación del medio ambiente.